# بنفش آزو
بنفش آزو (به انگلیسی: Azo violet) با فرمول شیمیایی C۱۲H۹N۳O۴ یک ترکیب شیمیایی است. شکل ظاهری این ترکیب، پودر بلورین قهوه‌ای و قرمز تیره است.